# Elecciones estatales en Hidalgo de 2002
Las elecciones estatales de Hidalgo de 2002, tuvieran lugar en las dos jornadas principales, la primera el domingo 17 de febrero de 2002, y en ellas se renovorán los principales siguientes cargos en el estado de Hidalgo:
- 29 Diputados al Congreso del Estado. 18 Electos por una principal mayoría de cada uno de los Distritos Locales Electoral y 11 por Representación Proporcional.

Y la segunda el domingo 10 de noviembre de 2002 en que se eligieron:
- 84 Ayuntamientos. Realizados por un Presidente Municipal y regidores, electo para un período inmediato de 3 años no reelegible de manera consecutiva.

## Resultados Electorales

### Ayuntamientos

#### Pachuca
- Alberto Meléndez Apodaca  Hecho